# Форест (окръг, Уисконсин)
Окръг Форест (на английски: Forest County в превод гора) е окръг в щата Уисконсин, Съединени американски щати. Площта му е 2709 km², а населението - 9179 души (1 април 2020). Административен център е град Крандън.